# Narciarstwo dowolne na Zimowych Igrzyskach Olimpijskich 2014
Konkurencje w narciarstwie dowolnym podczas Zimowych Igrzysk Olimpijskich w 2014 roku przeprowadzane były w dniach 8–21 lutego 2014 w Krasnej Polanie, oddalonej o 40 km od głównego miasta igrzysk – Soczi, w parku narciarskim Ekstrim-park Roza Chutor. W ramach igrzysk zawodnicy i zawodniczki walczyli w pięciu konkurencjach: skicrossie, jeździe po muldach, skokach akrobatycznych, half-pipe i slopestyle’u. Po raz pierwszy łącznie rozdanych było dziesięć kompletów medali, ponieważ do programu igrzysk dołączył narciarski halfpipe i slopestyle.

## Terminarz
| Data      | Konkurencja                 | Konkurencja  | Godzina                 |
| --------- | --------------------------- | ------------ | ----------------------- |
| 6 lutego  | Jazda po muldach kobiet     | Kwalifikacje | 18:00 UTC+4 / 15:00 CET |
| 8 lutego  | Jazda po muldach kobiet     | Finał        | 22:00 UTC+4 / 19:00 CET |
| 10 lutego | Jazda po muldach mężczyzn   | Kwalifikacje | 18:00 UTC+4 / 15:00 CET |
| 10 lutego | Jazda po muldach mężczyzn   | Finał        | 22:00 UTC+4 / 19:00 CET |
| 11 lutego | Slopestyle kobiet           | Kwalifikacje | 10:00 UTC+4 / 7:00 CET  |
| 11 lutego | Slopestyle kobiet           | Finał        | 13:00 UTC+4 / 10:00 CET |
| 13 lutego | Slopestyle mężczyzn         | Kwalifikacje | 10:15 UTC+4 / 7:15 CET  |
| 13 lutego | Slopestyle mężczyzn         | Finał        | 13:30 UTC+4 / 10:30 CET |
| 14 lutego | Skoki akrobatyczne kobiet   | Kwalifikacje | 17:45 UTC+4 / 14:45 CET |
| 14 lutego | Skoki akrobatyczne kobiet   | Finał        | 21:30 UTC+4 / 18:30 CET |
| 17 lutego | Skoki akrobatyczne mężczyzn | Kwalifikacje | 17:45 UTC+4 / 14:45 CET |
| 17 lutego | Skoki akrobatyczne mężczyzn | Finał        | 21:30 UTC+4 / 18:30 CET |
| 18 lutego | Halfpipe mężczyzn           | Kwalifikacje | 17:45 UTC+4 / 14:45 CET |
| 18 lutego | Halfpipe mężczyzn           | Finał        | 21:30 UTC+4 / 18:30 CET |
| 20 lutego | Skicross mężczyzn           | Kwalifikacje | 11:45 UTC+4 / 8:45 CET  |
| 20 lutego | Skicross mężczyzn           | Finał        | 13:30 UTC+4 / 10:30 CET |
| 20 lutego | Halfpipe kobiet             | Kwalifikacje | 18:30 UTC+4 / 15:30 CET |
| 20 lutego | Halfpipe kobiet             | Finał        | 21:30 UTC+4 / 18:30 CET |
| 21 lutego | Skicross kobiet             | Kwalifikacje | 11:45 UTC+4 / 8:45 CET  |
| 21 lutego | Skicross kobiet             | Finał        | 13:30 UTC+4 / 10:30 CET |

## Zestawienie medalistów
| Konkurencja        | Złoto                   | Wynik                 | Srebro                | Wynik            | Brąz                 | Wynik          |
| Mężczyźni          |                         |                       |                       |                  |                      |                |
| Jazda po muldach   | Alexandre Bilodeau      | 26,31                 | Mikaël Kingsbury      | 24,71            | Aleksandr Smyszlajew | 24,34          |
| Slopestyle         | Joss Christensen        | 95,80                 | Gus Kenworthy         | 93,60            | Nicholas Goepper     | 92,40          |
| Skoki akrobatyczne | Anton Kusznir           | 134,50                | David Morris          | 110,41           | Jia Zongyang         | 95,06          |
| Halfpipe           | David Wise              | 92,00                 | Micheal Riddle        | 90,60            | Kevin Rolland        | 88,60          |
| Skicross           | Jean Frédéric Chapuis   | Jean Frédéric Chapuis | Arnaud Bovolenta      | Arnaud Bovolenta | Jonathan Midol       | Jonathan Midol |
| Kobiety            |                         |                       |                       |                  |                      |                |
| Jazda po muldach   | Justine Dufour-Lapointe | 22,44                 | Chloé Dufour-Lapointe | 21,66            | Hannah Kearney       | 21,49          |
| Slopestyle         | Dara Howell             | 94,20                 | Devin Logan           | 85,40            | Kim Lamarre          | 85,00          |
| Skoki akrobatyczne | Ałła Cuper              | 98,01                 | Xu Mengtao            | 83,50            | Lydia Lassila        | 72,12          |
| Halfpipe           | Maddie Bowman           | 89,00                 | Marie Martinod        | 85,40            | Ayana Onozuka        | 83,20          |
| Skicross           | Marielle Thompson       | Marielle Thompson     | Kelsey Serwa          | Kelsey Serwa     | Anna Holmlund        | Anna Holmlund  |

## Wyniki

### Mężczyźni

#### Jazda po muldach
| Miejsce | Zawodnik             | Reprezentacja     | Wynik | Strata |
| ------- | -------------------- | ----------------- | ----- | ------ |
| złoto   | Alexandre Bilodeau   | Kanada            | 26,31 | –      |
| srebro  | Mikaël Kingsbury     | Kanada            | 24,71 | +1,60  |
| brąz    | Aleksandr Smyszlajew | Rosja             | 24,34 | +1,97  |
| 4.      | Marc-Antoine Gagnon  | Kanada            | 23,35 | +2,96  |
| 5.      | Dmitrij Rejcherd     | Kazachstan        | 22,80 | +3,51  |
| 6.      | Patrick Deneen       | Stany Zjednoczone | 22,16 | +4,15  |

#### Slopestyle
| Miejsce | Zawodnik          | Reprezentacja     | Wynik | Strata |
| ------- | ----------------- | ----------------- | ----- | ------ |
| złoto   | Joss Christensen  | Stany Zjednoczone | 95,80 | –      |
| srebro  | Gus Kenworthy     | Stany Zjednoczone | 93,60 | +2,20  |
| brąz    | Nicholas Goepper  | Stany Zjednoczone | 92,40 | +3,40  |
| 4.      | Andreas Håtveit   | Norwegia          | 91,80 | +4,00  |
| 5.      | James Woods       | Wielka Brytania   | 86,60 | +9,20  |
| 6.      | Henrik Harlaut    | Szwecja           | 84,40 | +11,40 |
| 7.      | Aleksander Aurdal | Norwegia          | 81,80 | +14,00 |
| 8.      | Russell Henshaw   | Australia         | 80,40 | +15,40 |
| 9.      | Bobby Brown       | Stany Zjednoczone | 78,40 | +17,40 |
| 10.     | Øystein Bråten    | Norwegia          | 66,40 | +29,40 |

#### Skoki akrobatyczne
| Miejsce | Zawodnik      | Reprezentacja            | Wynik  |
| ------- | ------------- | ------------------------ | ------ |
| 01 !    | Anton Kusznir | Białoruś                 | 134,50 |
| 02 !    | David Morris  | Australia                | 110,41 |
| 03 !    | Jia Zongyang  | Chińska Republika Ludowa | 95,06  |
| 4.      | Qi Guangpu    | Chińska Republika Ludowa | 90,00  |

#### Halfpipe
| Miejsce | Zawodnik               | Reprezentacja     | Wynik |
| ------- | ---------------------- | ----------------- | ----- |
| 01 !    | David Wise             | Stany Zjednoczone | 92,00 |
| 02 !    | Micheal Riddle         | Kanada            | 90,60 |
| 03 !    | Kevin Rolland          | Francja           | 88,60 |
| 4.      | Josiah Wells           | Nowa Zelandia     | 85,60 |
| 5.      | Noah Bowman            | Kanada            | 82,60 |
| 6.      | Beau-James Wells       | Nowa Zelandia     | 80,00 |
| 7.      | Aaron Blunck           | Stany Zjednoczone | 79,40 |
| 8.      | Antti-Jussi Kemppainen | Finlandia         | 78,20 |
| 9.      | Lyndon Sheehan         | Nowa Zelandia     | 72,60 |
| 10.     | Benoit Valentin        | Francja           | 61,00 |

#### Skicross
| Miejsce | Zawodnik              | Reprezentacja |
| ------- | --------------------- | ------------- |
| 01 !    | Jean Frédéric Chapuis | Francja       |
| 02 !    | Arnaud Bovolenta      | Francja       |
| 03 !    | Jonathan Midol        | Francja       |
| 4.      | Brady Leman           | Kanada        |
| 5.      | Jegor Korotkow        | Rosja         |
| 6.      | Filip Flisar          | Słowenia      |
| 7.      | Armin Niederer        | Szwajcaria    |
| 8.      | Florian Eigler        | Niemcy        |

### Kobiety

#### Jazda po muldach
| Miejsce | Zawodniczka             | Reprezentacja     | Wynik | Strata |
| ------- | ----------------------- | ----------------- | ----- | ------ |
| złoto   | Justine Dufour-Lapointe | Kanada            | 22,44 | –      |
| srebro  | Chloé Dufour-Lapointe   | Kanada            | 21,66 | +0,78  |
| brąz    | Hannah Kearney          | Stany Zjednoczone | 21,49 | +0,95  |
| 4.      | Aiko Uemura             | Japonia           | 20,66 | +1,78  |
| 5.      | Britteny Cox            | Australia         | 19,43 | +3,01  |
| 6.      | Eliza Outtrim           | Stany Zjednoczone | 19,37 | +3,07  |

#### Slopestyle
| Miejsce | Zawodniczka       | Reprezentacja     | Wynik | Strata |
| ------- | ----------------- | ----------------- | ----- | ------ |
| złoto   | Dara Howell       | Kanada            | 94,20 | –      |
| srebro  | Devin Logan       | Stany Zjednoczone | 85,40 | +8,80  |
| brąz    | Kim Lamarre       | Kanada            | 85,00 | +9,20  |
| 4.      | Anna Segal        | Australia         | 77,00 | +17,20 |
| 5.      | Emma Dahlström    | Szwecja           | 75,40 | +18,80 |
| 6.      | Yuki Tsubota      | Kanada            | 71,60 | +22,60 |
| 7.      | Katie Summerhayes | Wielka Brytania   | 70,60 | +23,60 |
| 8.      | Silvia Bertagna   | Włochy            | 69,60 | +24,60 |
| 9.      | Eveline Bhend     | Szwajcaria        | 63,20 | +31,00 |
| 10.     | Keri Herman       | Stany Zjednoczone | 50,00 | +44,20 |

#### Skoki akrobatyczne
| Miejsce | Zawodniczka   | Reprezentacja            | Wynik |
| ------- | ------------- | ------------------------ | ----- |
| 01 !    | Ałła Cuper    | Białoruś                 | 98,01 |
| 02 !    | Xu Mengtao    | Chińska Republika Ludowa | 83,50 |
| 03 !    | Lydia Lassila | Australia                | 72,12 |
| 4.      | Li Nina       | Chińska Republika Ludowa | 46,02 |

#### Halfpipe
| Miejsce | Zawodniczka         | Reprezentacja     | Wynik |
| ------- | ------------------- | ----------------- | ----- |
| 01 !    | Maddie Bowman       | Stany Zjednoczone | 89,00 |
| 02 !    | Marie Martinod      | Francja           | 85,40 |
| 03 !    | Ayana Onozuka       | Japonia           | 83,20 |
| 4.      | Virginie Faivre     | Szwajcaria        | 78,00 |
| 5.      | Janina Kuzma        | Nowa Zelandia     | 77,00 |
| 6.      | Brita Sigourney     | Stany Zjednoczone | 76,00 |
| 7.      | Rosalind Groenewoud | Kanada            | 74,20 |
| 8.      | Mirjam Jäger        | Szwajcaria        | 71,20 |
| 9.      | Annalisa Drew       | Stany Zjednoczone | 66,40 |
| 10.     | Amy Sheehan         | Australia         | 40,60 |

#### Skicross
| Miejsce | Zawodniczka       | Reprezentacja |
| ------- | ----------------- | ------------- |
| 01 !    | Marielle Thompson | Kanada        |
| 02 !    | Kelsey Serwa      | Kanada        |
| 03 !    | Anna Holmlund     | Szwecja       |
| 4.      | Ophélie David     | Francja       |
| 5       | Sandra Näslund    | Szwecja       |
| 6.      | Katrin Ofner      | Austria       |
| 7.      | Katya Crema       | Australia     |
| 8.      | Fanny Smith       | Szwajcaria    |